# St. Severus (Möschlitz)

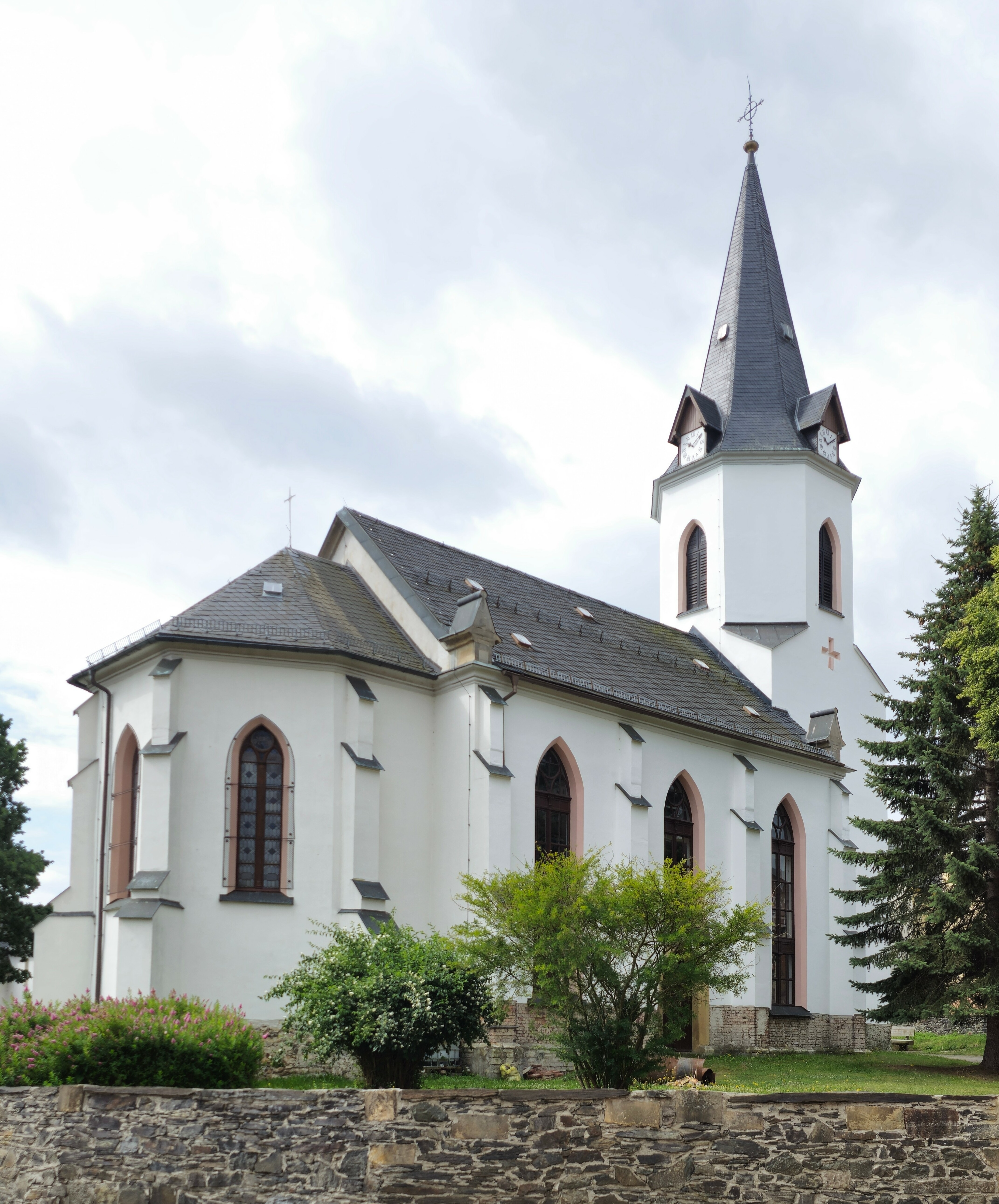
St. Severus Möschlitz

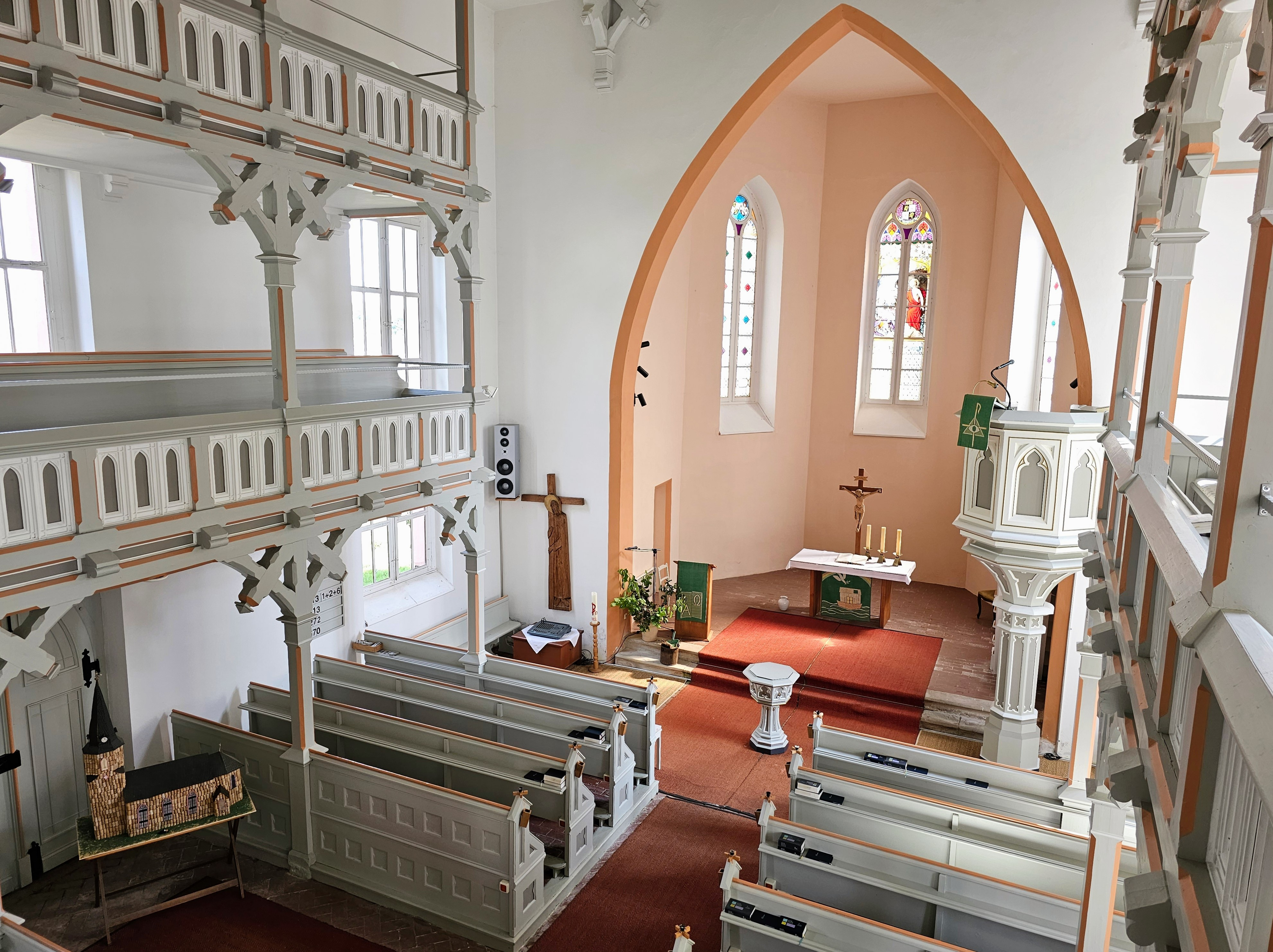
Innenraum (2023)

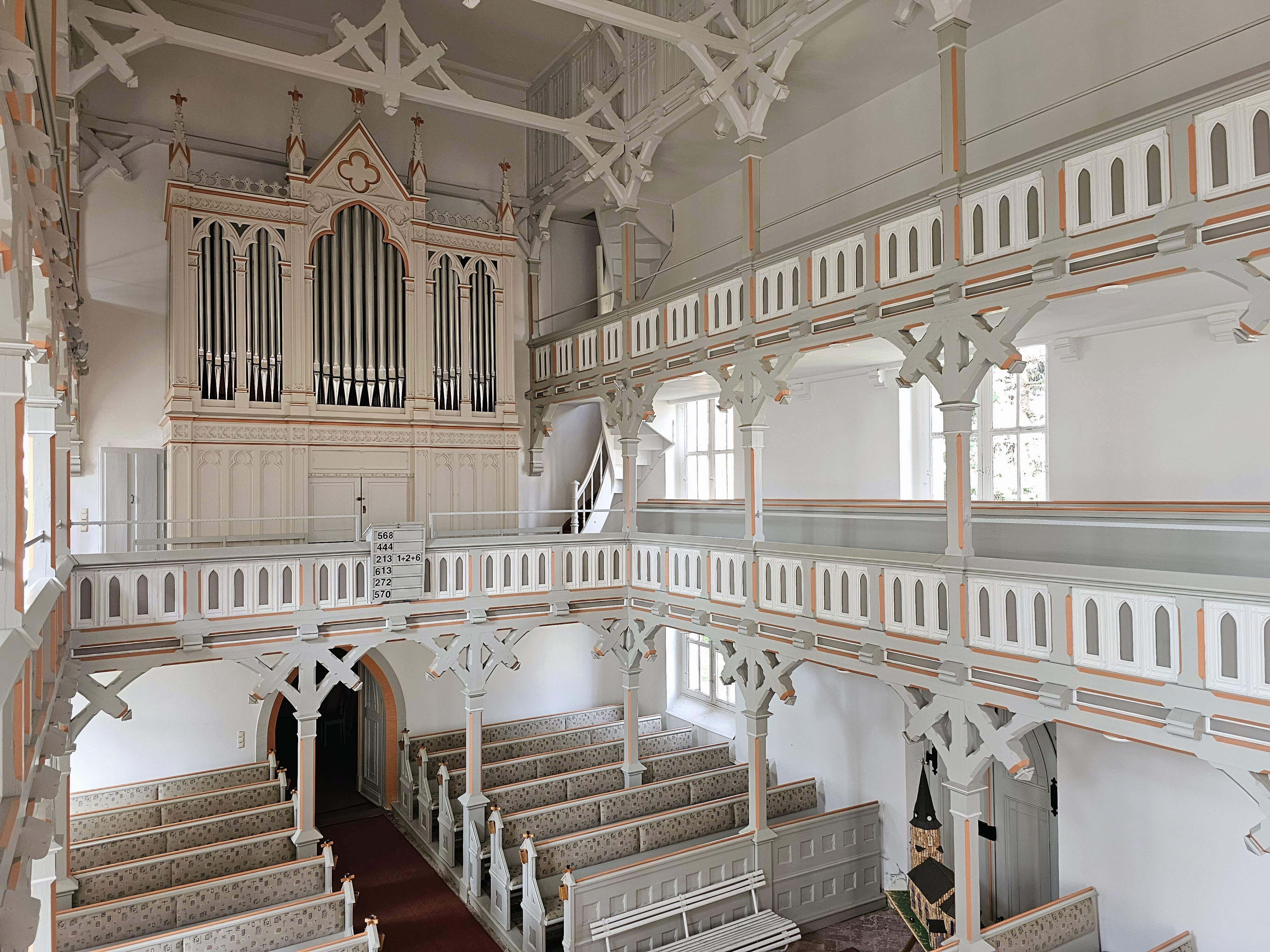
Innenraum, Blick zur Orgel

Die evangelisch-lutherische St.-Severus-Kirche steht im Ortsteil Möschlitz der Stadt Schleiz im Saale-Orla-Kreis in Thüringen.

## Geschichte
Im Jahr 1820 und 1875 wüteten in Möschlitz große Brände, die auch die Kirche in Mitleidenschaft zogen.
1821 wurde die Kirche neu aufgebaut. Nur in der Apsis stecken noch Mauerreste der Vorgängerkirche. Aus Geldmangel wurde teilweise minderwertiges Material verbaut, das schon nach wenigen Jahrzehnten ersetzt werden musste.
1875 fiel der Vorgängerbau der jetzigen Kirche dem Feuer zum Opfer; lediglich der Turm blieb durch beide Brände hindurch erhalten.
Der Kirchenraum ist so hoch, dass das Holzwerk des Dachstuhls freiliegt. Die auf diese Weise sichtbar hervortretenden bearbeiteten Balken wurden später weiß überstrichen.
Emporen, Kirchengestühl, Kanzel, Altar und Taufbecken sind farblich dem Raum angepasst. Das Altarfenster von 1877 stellt die Auferstehung dar. Die Orgel mit 13 Registern auf zwei Manualen und Pedal wurde 1878 von Richard Kreutzbach aus Borna gebaut. Drei Glocken aus dem Jahr 1920 hängen im Turm.
Eine Stele von Friedrich Popp mit dem kreuztragenden Christus steht im Eingangsbereich als Mahnmal für die Opfer der Weltkriege.